# Эскадренные миноносцы типа «Фольгоре»
Эскадренные миноносцы типа «Фольгоре» — тип эскадренных миноносцев Королевского итальянского флота, построенных в начале 1930-х годов. Иногда рассматривается как вторая серия эсминцев типа «Дардо». Название всех эсминцев типа переводится на русский как молния. Все четыре эсминца имели общий девиз: Folgor in hostem (молнией во врага). При проектировании этих кораблей во главу угла ставилась скорость и очень редко такие корабли получаются удачными, «Молнии» не стали исключением.

## Конструкция и вооружение
Модификация эсминцев типа «Дардо» была попыткой увеличить скорость кораблей за счет снижения ширины корпуса до 9,2 м. Однако незначительное улучшение скоростных качеств эсминцев «Фольгоре» сопровождалось серьёзным снижением дальности их плавания и усугублением проблемы низкой остойчивости. В итоге, как и на эсминцах «Дардо», пришлось замещать топливо водой и вскоре на всех четырёх кораблях уложить до сотни тонн твердого балласта. Это привело к увеличению стандартного водоизмещения с 1238 до 1450 тонн и снижению максимальной скорости примерно до 31-32 узлов.

### Вооружение
Главный калибр состоял из спаренных 120-мм /50 орудий образца 1926 года они обладали увеличенной дальностью и скорострельностью по сравнению с 45-калиберными орудиями предыдущих серий. Боекомплект составлял 800 выстрелов или 200 снарядов на ствол. Стволы традиционно размещались в общей люльке. Вертикальное и горизонтальное наведение обеспечивалось электромоторами. Полный вес установки составлял 22240 кг. Баллистическая дальность стрельбы орудий при максимальном угле возвышения составляла 22 000 м. Возможности системы управления огнём были ограничены 18 км и когда, для уменьшения износа ствола, начальную скорость уменьшили до 920 м/с падение дальности не имело значения, а кучность увеличилась. Расчёт спаренной установки состоял из 15 человек.
Корабли несли стандартное для итальянских эсминцев торпедное вооружение: два трёхтрубных 533 мм торпедных аппарата. Запасных торпед не предусматривалось.
Вскоре после вступления Италии в войну на всех четырёх эсминцах вместо устаревших 40-мм автоматов и 13,2-мм пулемётов были установлены 5-6 (6 × 1) — 20-мм/65 автоматы. В 1942 году с эсминцев «Фольгоре» и «Лампо» был снят кормовой торпедный аппарат, а на его месте разместили 2 (2 × 1) — 37-мм/54 орудия.

### Энергетическая установка

#### Главная энергетическая установка
Главная энергетическая установка включала в себя три котла военно-морского типа «Экспресс» с пароперегревателями и два одноступенчатых редуктора, четыре паровых турбины Беллуцо. Дымоходы всех котлов свели в одну широкую дымовую трубу. Две турбины (высокого и низкого давления) и редуктор составляли турбозубчатый агрегат. Размещение ГЭУ — линейное. Котлы и турбины размещались в изолированных отсеках. Между двумя машинными отделениями находился отсек вспомогательных механизмов.
Рабочее давление пара — 22 атм.. Энергетическая установка весила необычайно мало : всего 485 тонн.
Неприятным сюрпризом стал быстрый износ механизмов. К началу Второй мировой износ механизмов достиг опасного уровня и максимальную скорость вынуждены были ограничить 30-31 узлом.

#### Электропитание
Электричество вырабатывали два турбогенератора суммарной мощностью 120 кВт. Были так же два дизель-генератора.

#### Дальность плавания и скорость хода
Проектная мощность составляла 44 000 л. с., что обеспечивало скорость хода (при полной нагрузке) в 30 узлов, в нормальном грузу все эсминцы развили 34 узла. На испытаниях все корабли уверенно преодолели 38 узловую отметку. Запас топлива уменьшился почти на 100 тонн, как следствие, дальность плавания 12-узловым ходом упала почти на четверть.

### Модернизации
В ходе облегчения кораблей, заменили трёхногую мачту на лёгкую однодревку, уменьшили высоту дымовой трубы, ликвидировали площадку 40-мм автоматов с переносом последних на верхнюю палубу. Так же установили скуловые кили и изменили конструкцию топливных цистерн с целью возможности замещения выработанного топлива забортной водой. После внедрения всех изменений остойчивость удалось вывести на приемлемый уровень, но ценой заметного снижения скорости.

## Эсминцы для ВМС Турции
В 1929 году Турция заказала в Италии четыре эсминца, которые строились на базе проекта «Фольгоре».
Два корабля («Коджатепе» и «Адатепе») были построены на верфи «Ансальдо» в Генуе и отличались от прототипа размещением артиллерии в одинарных установках (4 × 1) по линейно-возвышенной схеме и наличием двух дымовых труб вместо одной.
Ещё два эсминца («Зафер» и «Тиназтепе») строились на верфи «Кантьери дель Тиррено» в Рива-Тригозо и отличались от эсминцев «Фольгоре» слегка уменьшенными размерами и наличием двух дымовых труб. 120-мм орудия главного калибра располагались в двух спаренных установках по традиционной итальянской схеме.

## Список кораблей
| Эсминец                  | Бортовое обозначение | Верфь | Спущен на воду | Начало службы | Конец службы |
| ------------------------ | -------------------- | ----- | -------------- | ------------- | --- |
| Балено (итал. Baleno)    | BO                   | CNQ   | 22.3.1931      | 15.6.1932     | перевернулся и затонул в районе Сфакса 17.4.41 после боя с британскими эсминцами «Нубиан», «Мохавк», «Джанус» и «Джервис»               |
| Фольгоре (итал. Folgore) | FG                   | OCP   | 26.4.1931      | 1.7.1932      | потоплен 2.12.42 в Сицилийском проливе артиллерией британских крейсеров «Аврора», «Аргонавт», «Сириус» и эсминцев «Квентин» и «Киберон» |
| Фульмине (итал. Fulmine) | FL                   | CNQ   | 2.8.1931       | 14.9.1932     | потоплен в Ионическом море в 130 милях западнее Сиракуз британским крейсером «Аврора», эсминцами «Лайвли», «Лайтнинг»                   |
| Лампо (итал. Lampo)      | LP                   | OCP   | 26.7.1931      | 13.8.1932     | 30.4.43 тяжело повреждён американской авиацией у западного побережья Туниса, оставлен экипажем и затонул                                |